# Hässelby-Vällingby stadsdelsområde

Hässelby-Vällingby (gult) i Stockholm.

Hässelby-Vällingby är ett stadsdelsområde i Västerort i Stockholms kommun, som omfattar stadsdelarna Grimsta, Hässelby gård, Hässelby strand, Hässelby villastad, Kälvesta, Nälsta, Råcksta, Vinsta och Vällingby; distrikten Hässelby och Vällingby. 
Stadsdelsområdet bildades 1 januari 1999 genom sammanslagning av de tidigare stadsdelsområdena Vällingby och Hässelby.